# Elde
L’Elde, longue de 208 km, est la plus longue rivière de Mecklembourg-Poméranie-Occidentale, en Allemagne. Elle irrigue le sud et le sud-ouest du Land, et relie la région de Müritz à la vallée de l’Elbe. Son cours navigable, une section de 180 km largement canalisée forme entre Dömitz jusqu'à l'extrémité sud de la Müritz la liaison fluviale Müritz-Elde, composante du réseau fluvial navigable fédéral, relevant du service hydraulique et de la navigation de Lauenburg.

## Hydrographie

### Source

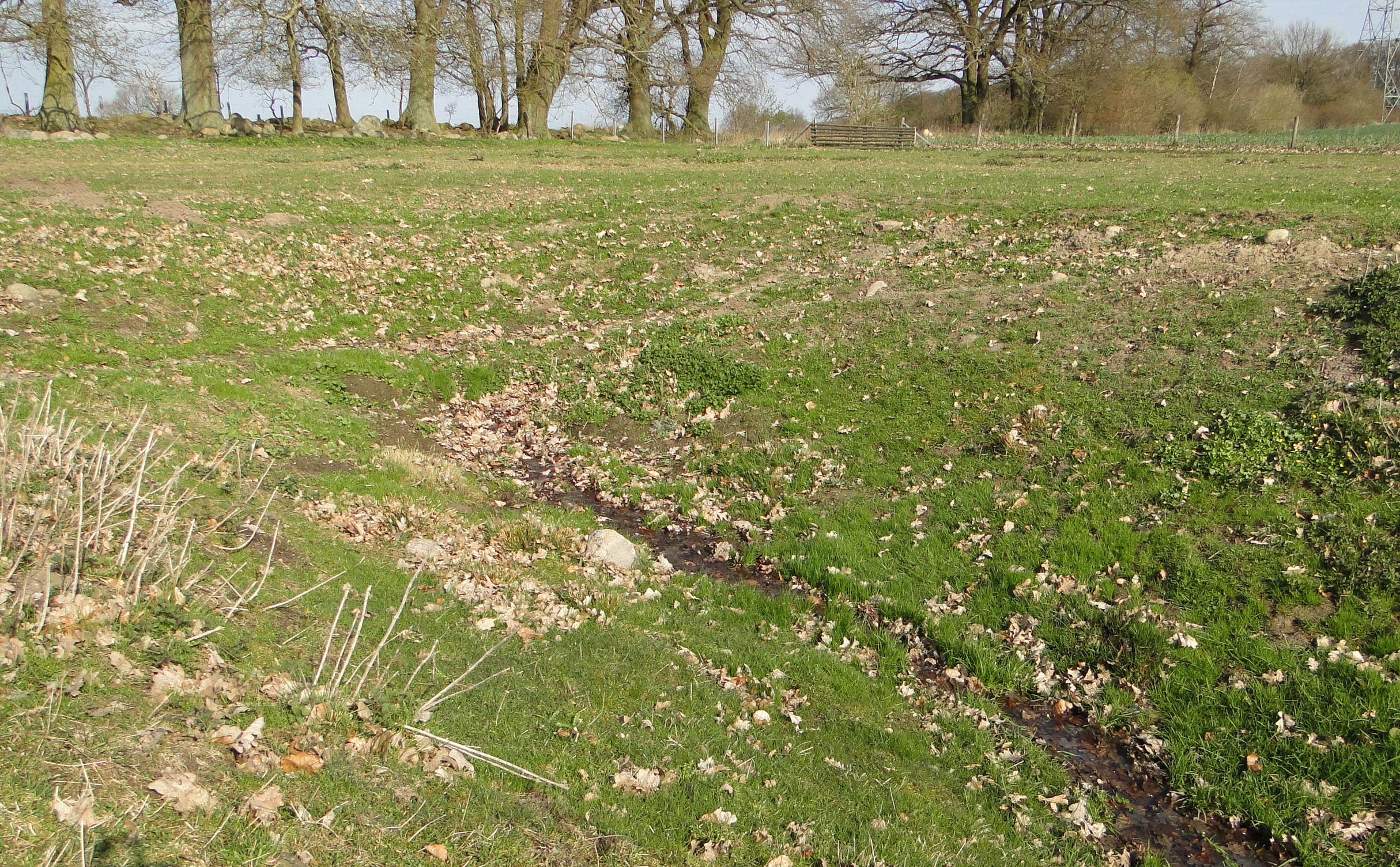
Résurgence de l'Elde aux alentours de Darze.

Aussi bien du point de vue historique, que géographique, la résurgence des environs de Darze (ou, comme on peut le lire dans les documents anciens, près du moulin de Darze), dans le canton mecklembourgeois d’Altenhof, à 6 km au sud-est du Plauer See et 20 km à l’ouest de la Müritz est considérée comme la véritable source de l'Elde.
Les 600 premiers mètres du ruisseau en contrebas de la résurgence sont encore encombrés de roseaux. Certains jours, le ruisseau divague de 400 m à l'ouest de Darze pour irriguer un plateau haut d'environ 90 m.
D'autres documents, telles les cartes du service du cadastre de Mecklembourg (Amt für Geoinformation, Vermessungs- und Katasterwesen beim Landesamt), donnent comme source un étang de Fincken géré par un barrage à aiguilles. Cette conception s'appuyait sur les idées des topographes du pays dans les années 1950 et 1960. Le Landesamt für Umwelt, Naturschutz und Geologie Mecklenburg-Vorpommern (LUNG) hésitait lui-même encore dans sa description de 1997 entre deux biotopes au milieu de résurgences situées au nord-est du barrage de Knüppel et dans la pinède de Darze au nord de la Bundesstraße 198.
La Dosse et la Stepenitz prennent leur source à seulement quelques kilomètres de la résurgence de l'Elde.

### Cours inférieur

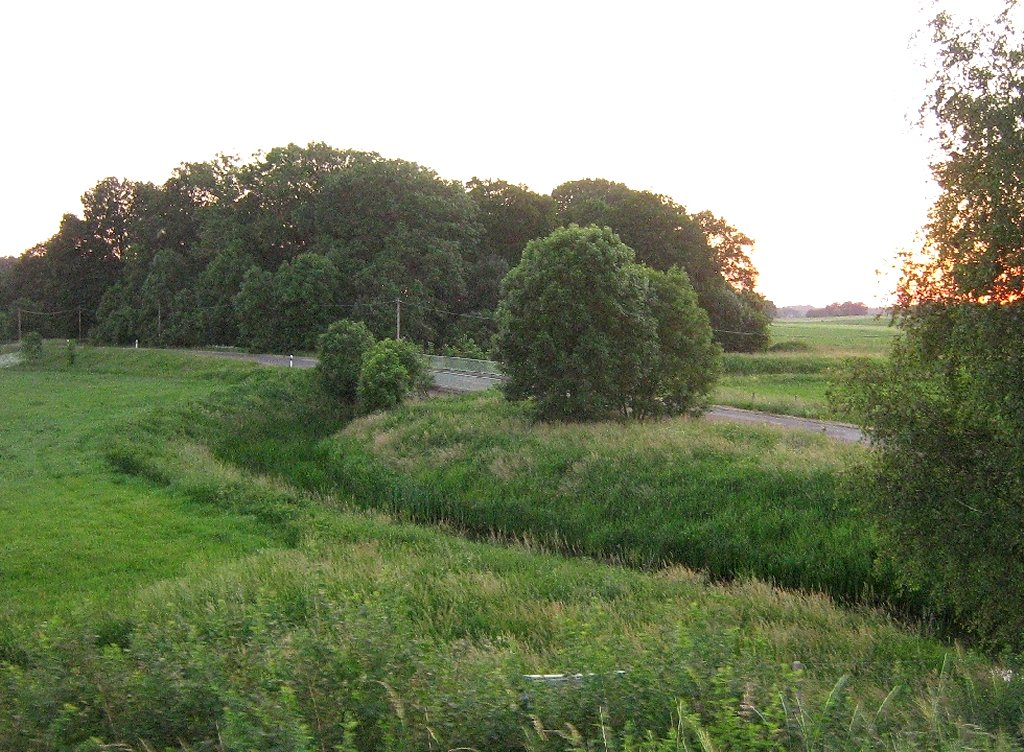
Le cours supérieur de l'Elde dans les environs de Zepkow.

En quittant Darze, l'Elde bifurque vers l'est en direction du lac de Darze, du Finckener See, du Massower See, puis, après avoir croisé la Bundesautobahn 19, le Mönchsee et le Melzer See. Tous ces lacs forment les croupes lacustres de la Baltique.
C'est près de Priborn que l’Elde se déverse dans le lac Müritz et le bras de la Müritz qui s'y rattache. Le fleuve se raccorde à l'extrémité méridionale de la Müritz par la « Petite Müritz ». Le débouché de la Müritz se trouve à la pointe nord, dite Binnenmüritz, près du chef-lieu d’arrondissement Waren. Puis le fleuve tourne vers l'ouest et se déverse dans le lac de Kölpin, le Fleesen et le lac de Malchow bordé par la ville de Malchow, le Lac de Petersdorf et le Plauer See. Il est difficile de reconnaître un fleuve entre les innombrables lacs et élargissements entre la Müritz et le Plauer See.
Elle arrose la ville de Plau am See, bâtie sur la rive ouest du lac de même nom. À partir de ce point, son cours est presque entièrement canalisé. En plusieurs sections, on rencontre des délaissés de l’ancien lit. L’Elde s'écoule principalement vers l’ouest, arrosant les villes de Lübz et Parchim. Exactement 14 km à l'ouest de Parchim, le canal du Stör et la Stör la connectent au lac de Schwerin. De là, l’Elde bifurque vers le Sud, arrosant les villages de Neustadt-Glewe, Grabow puis plus loin au sud-est, Eldena.
Le canal latéral à l’Elde, qui s'embranche à l'amont d’Eldena, suit un tracé rectiligne vers Dömitz au sud-est, par Neu Kaliß. La Vieille-Elde s'écoule plutôt vers le sud, arrosant Gorlosen et rejoint le canal et la Löcknitz à Seedorf, après avoir rejoint l’arrondissement brandebourgeois de Prignitz. Le cours d'eau unique poursuivant vers l'ouest en direction de Dömitz, aujourd'hui rattaché à la Löcknitz-aval,, était jusqu'en 1900 considéré comme un tronçon de la Vieille-Elde,,.

### Cours navigable
L’Elde est navigable sur un total de 180 km depuis la région des lacs jusqu'à l'extrémité du canal latéral en passant par la section où elle est canalisée. Cette section canalisée de l’Elde, y compris le tronçon Eldena–Dömitz, fut appelée pendant des siècles « Nouvelle-Elde » (Neue Elde,). Ce nom s'est maintenu dans les cartes géographiques et les autres publication jusqu'au début des années 1960,. Pour l'ensemble du cours navigable, l'appellation liaison fluviale Elde-Müritz était usuelle ; elle avait été imposée dès 1936 par le ministère des Transports allemand dans le cadre de la définition du réseau fluvial du Reich. Pour le tronçon fluvial entre Eldena et Dömitz, on trouve aussi sur certaines cartes la mention canal de l’Elde ou canal latéral à l’Elde. Sa dénomination officielle est désormais « canal latéral à l’Elde » (Elde-Seitenkanal).

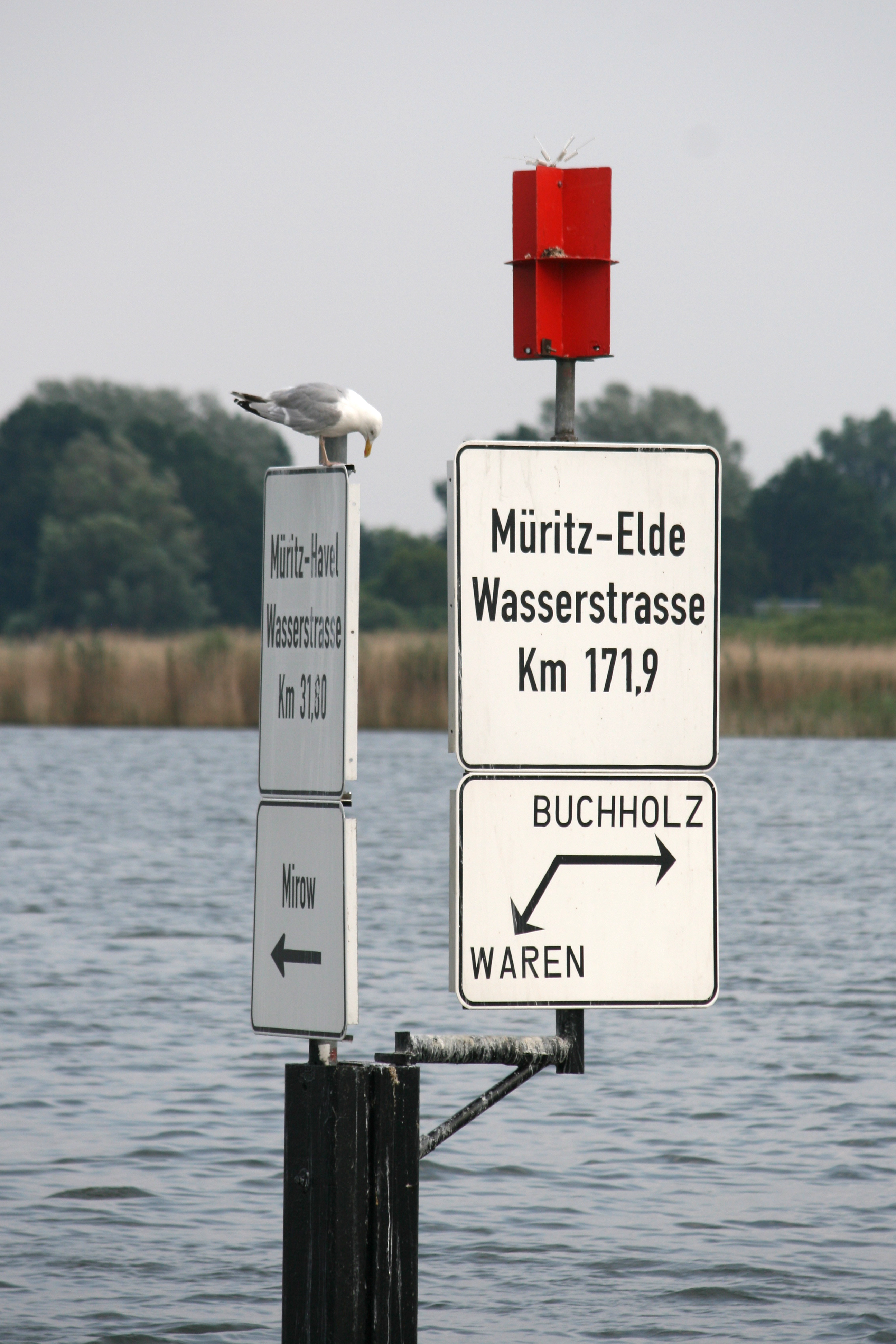
Embranchement de la liaison Müritz-Havel au P.K. 171,9.

#### Le canal Müritz-Elde
La liaison Müritz-Elde (Müritz-Elde-Wasserstraße, ou MEW en abrégé) est une voie navigable du réseau fédéral qui permet le transport fluvial entre l’Elbe et les Croupes lacustres de la Baltique et même le lac de Schwerin, par le canal du Stör connecté à l'ouest de Parchim. Depuis Plau, la rivière est navigable à courant libre jusqu'au Plauer See, au lac de Petersdorf, au lac de Malchow, au Fleesensee et au Kölpinsee ainsi qu'à la Müritz, avec des tronçons très courts entre chaque lac.
La segmentation en P.K. commence à Dömitz (PK 0,000 près du PK 504,1 de l’Elbe) et mène à Berg. Au kilomètre 56 vient s'embrancher le canal de la Stör, près du PK 171,9 de la liaison Müritz-Havel. La liaison Müritz-Elde se termine près du P.K. 180 dans la localité de Buchholz (à 12 km au sud de Röbel/Müritz) au lac Müritz. Au-delà de son débouché dans le lac de Müritz près de Priborn, l’Elde ne dépend plus du MEW.
La dénivellation maximale n'est entre Dömitz et Plau que de 1,20 m, et de 1,40 m au-delà. Cette liaison fluviale a perdu aujourd'hui beaucoup de son importance économique de par son faible gabarit : elle est surtout fréquentée par les sportifs et les plaisanciers. Pour 2009, on a dénombré 3481 navires éclusés à Dömitz, et 7962 à Plau-am-See.
De la liaison Müritz-Elde, sont encore rattachés au réseau fédéral la Stör navigable (StW), longue de 44,7 km et formée du canal de la Stör, de la Stör et du lac de Schwerin et le lac de Ziegel (Fossé de Stangen, le lac de Heidensee, les canaux de Werder, de Wickendorf/Langer Graben).

#### Écluses

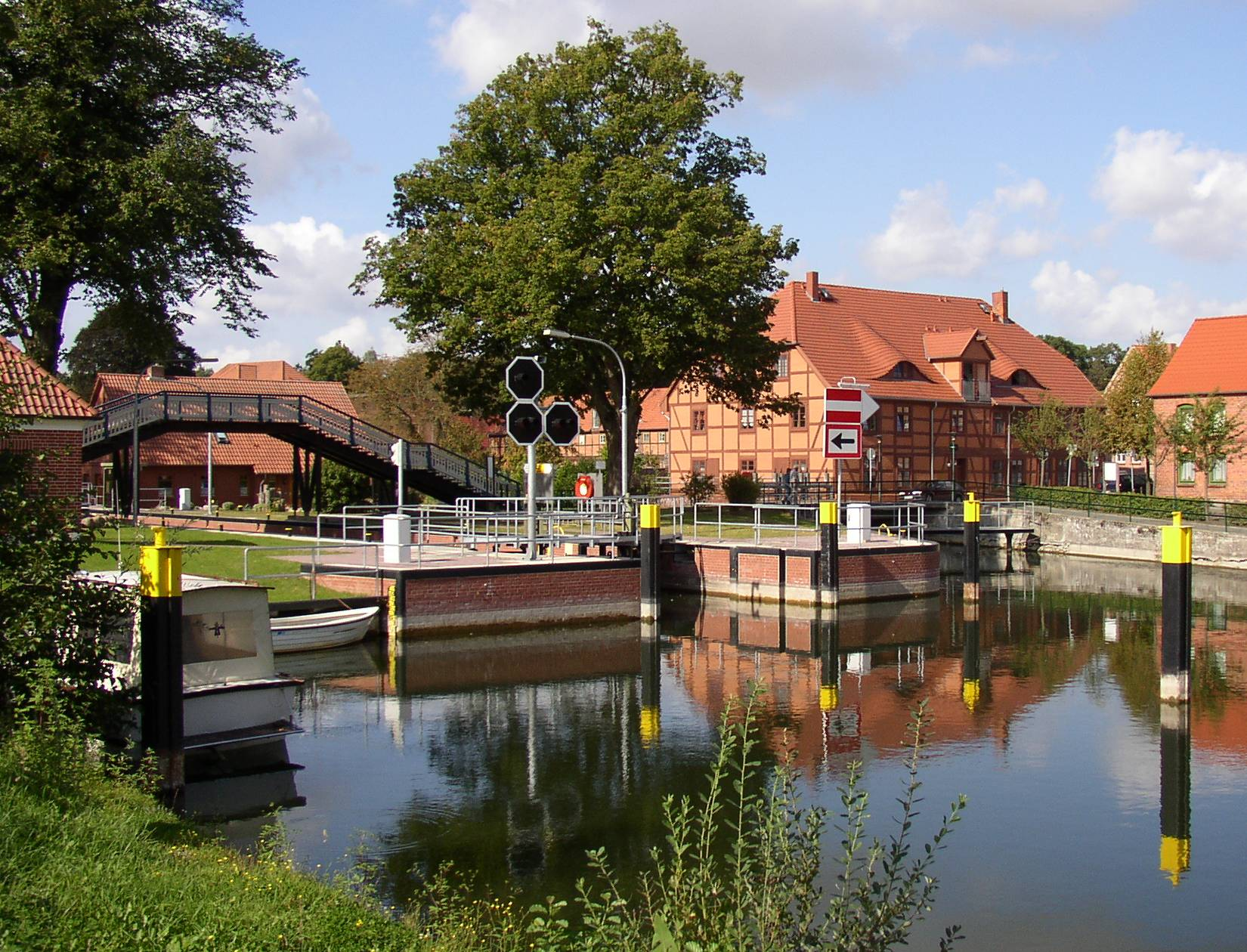
L'écluse de Plau-am-See.

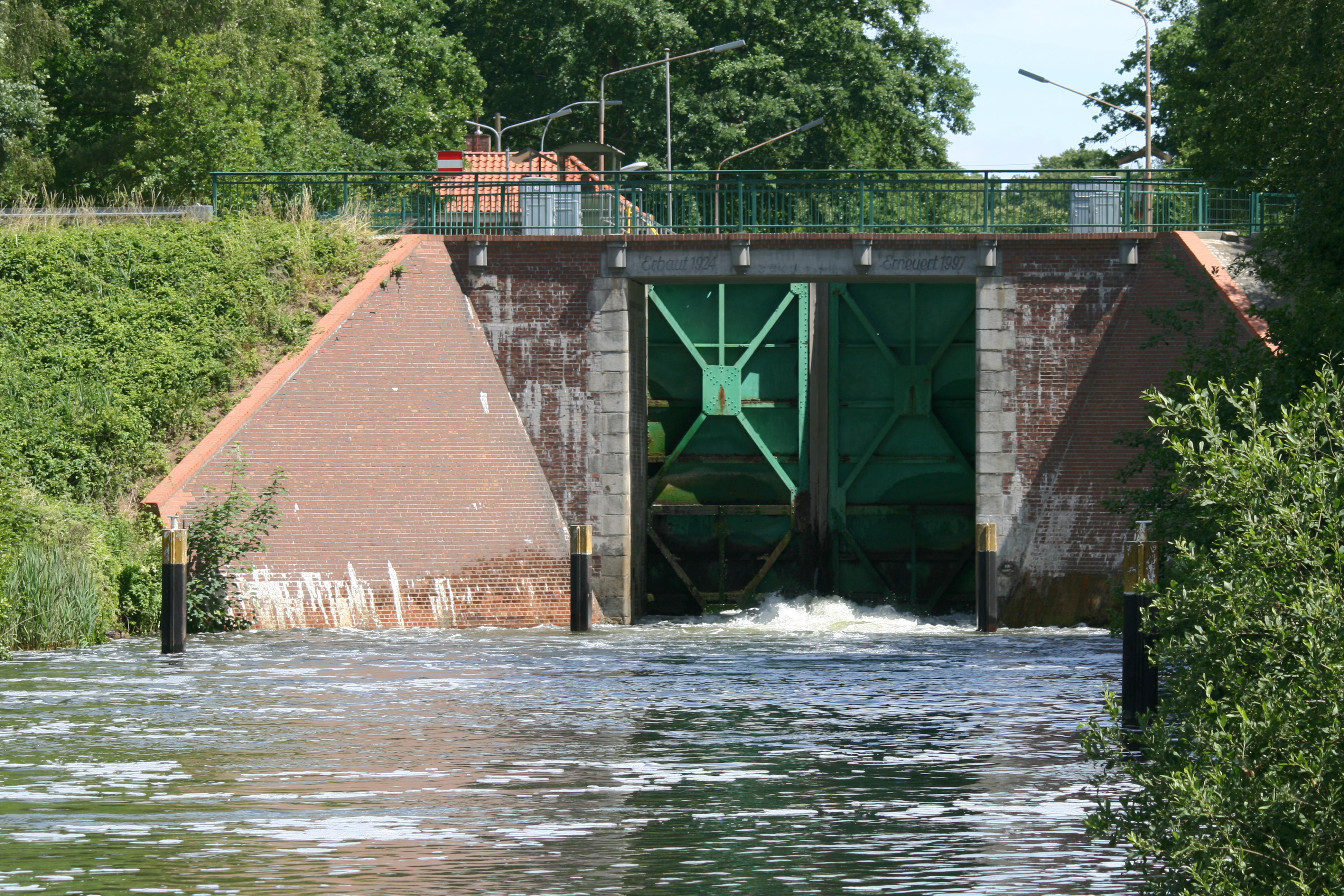
L'écluse de plus forte chute de la liaison fluviale, à Bobzin.

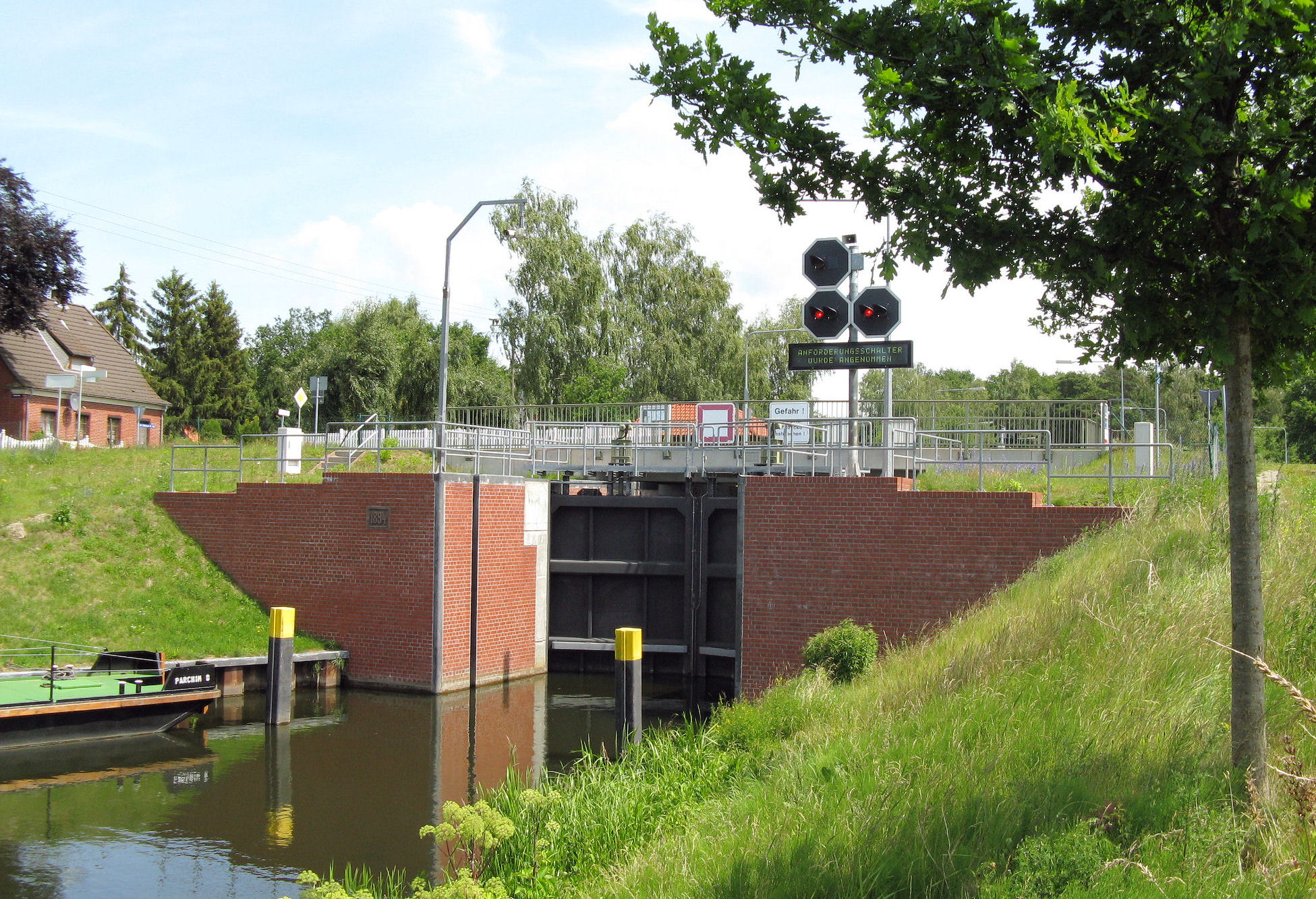
L'écluse de Garwitz.

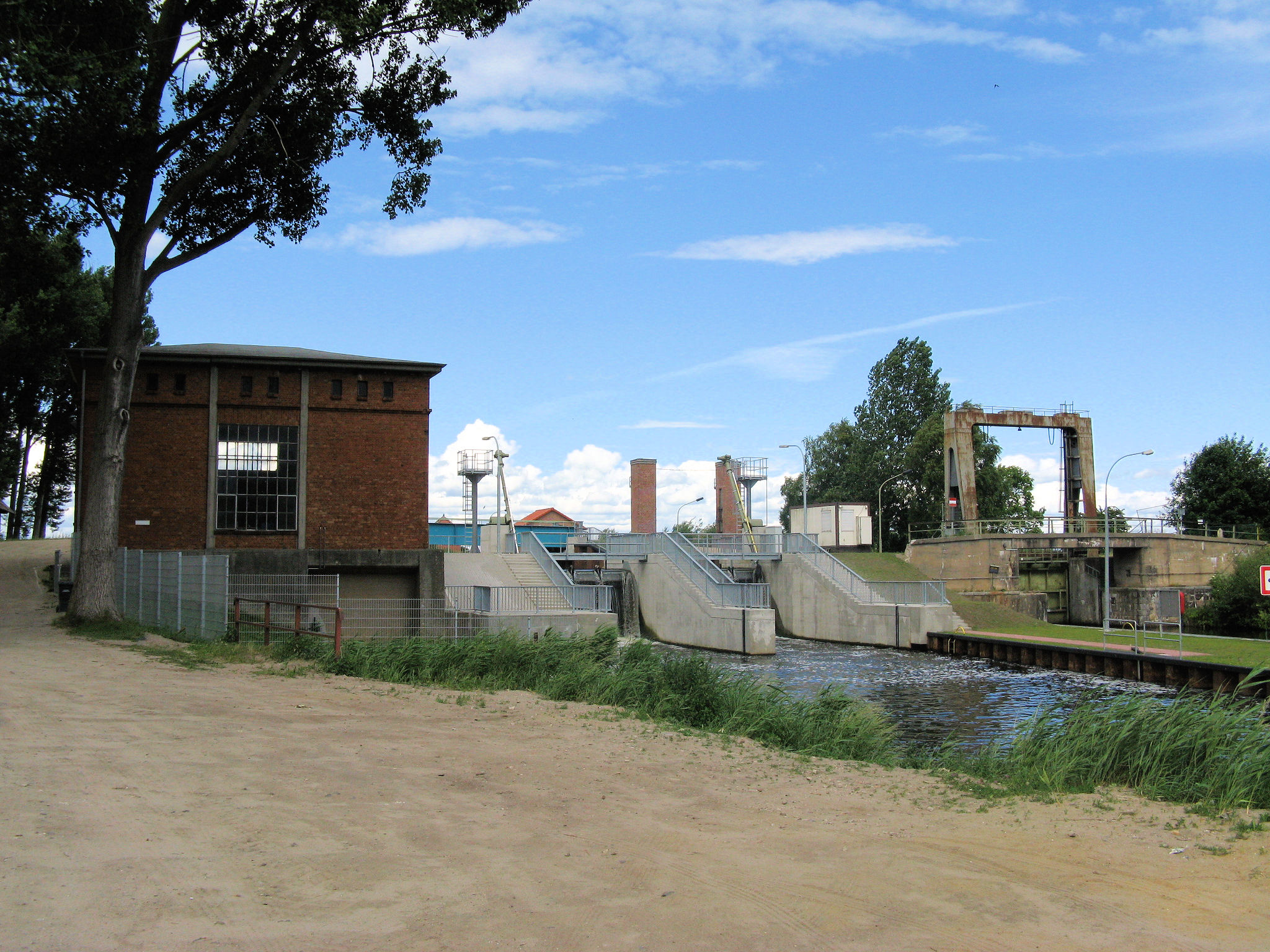
Le barrage et l’écluse de Lewitz.

De l’Elbe à Plau-am-See, 17 écluses rachètent une dénivelée de 49 m, permettant aux navires et convois fluviaux de transiter. L’écluse de plus grande chute est l’écluse de Bobzin près de Lübz, avec 6,90 m. L’écluse la plus courte n’est longue que de 41,50 m, l’écluse la plus étroite offre une largeur de 5,20 m, et la chute la plus faible (au niveau normal de navigation) se présente à l’écluse d’Eldena, avec 3,73 m.
Jusqu'en 2009, neuf écluses avaient été rendues manœuvrables par les usagers. Le centre d'exploitation du canal se trouve à Parchim.
| Écluse      | P.K    | Retenue max. (par rapport au NN allemand) | P.B.E.N. (NN) |
| ----------- | ------ | ----------------------------------------- | ------------- |
| Plau am See | 120,05 | 62,36                                     | 61,61         |

| Écluse                   | P.K.   | Retenue normale (par rapport au NN allemand) | Retenue normale (par rapport au NN allemand) | Barrage                         | Turbines              |
| ------------------------ | ------ | -------------------------------------------- | -------------------------------------------- | ------------------------------- | --------------------- |
| Barkow                   | 114,04 | 60,68                                        | 60,68                                        | vannes levantes                 |                       |
| Bobzin                   | 103,78 | 57,47                                        | 57,47                                        | vannes levantes                 | 1 Francis (à l'écart) |
| Lübz                     | 98,94  | 50,56                                        | 50,56                                        | vannes levantes                 | 1 Francis             |
| Neuburg                  | 83,33  | 47,62                                        | 47,62                                        | vannes levantes                 |                       |
| Parchim                  | 72,09  | 43,82                                        | 43,82                                        | clapet                          | 2 Francis             |
| Garwitz                  | 60,75  | 40,74                                        | 40,74                                        | vannes levantes                 |                       |
| Lewitz                   | 50,56  | 36,80                                        | 36,80                                        | vannes levantes                 | 1 Kaplan              |
| Neustadt-Glewe           | 46,16  | 33,11                                        | 33,11                                        | vannes levantes                 | 4 Kaplan              |
| Hechtsforth              | 34,78  | 30,92                                        | 30,92                                        | vannes levantes                 | 2 Francis             |
| Grabow                   | 30,82  | 27,69                                        | 27,69                                        | clapet en « ventre de poisson » | 2 Francis             |
| Güritz                   | 22,74  | 25,76                                        | 25,76                                        | vannes levantes                 |                       |
| Elde-Seitenkanal: Eldena | 17,97  | 22,48                                        | 22,48                                        | vannes levantes                 |                       |
| Malliß                   | 9,46   | 20,75                                        | 20,75                                        | clapet en « ventre de poisson » |                       |
| Findenwirunshier         | 5,81   | 18,76                                        | 18,76                                        | clapet                          | 2 Francis             |
| Neu Kaliß                | 4,94   | 16,49                                        | 16,49                                        | vannes levantes                 | 2 Francis             |
| Dömitz                   | 0,95   | 14,75                                        | 14,75                                        | clapet en « ventre de poisson » |                       |

| Exutoire | P.K. | NNN   | NNN   |
| -------- | ---- | ----- | ----- |
| Elbe     | 0    | 12,54 | 12,54 |

### La Vieille-Elde

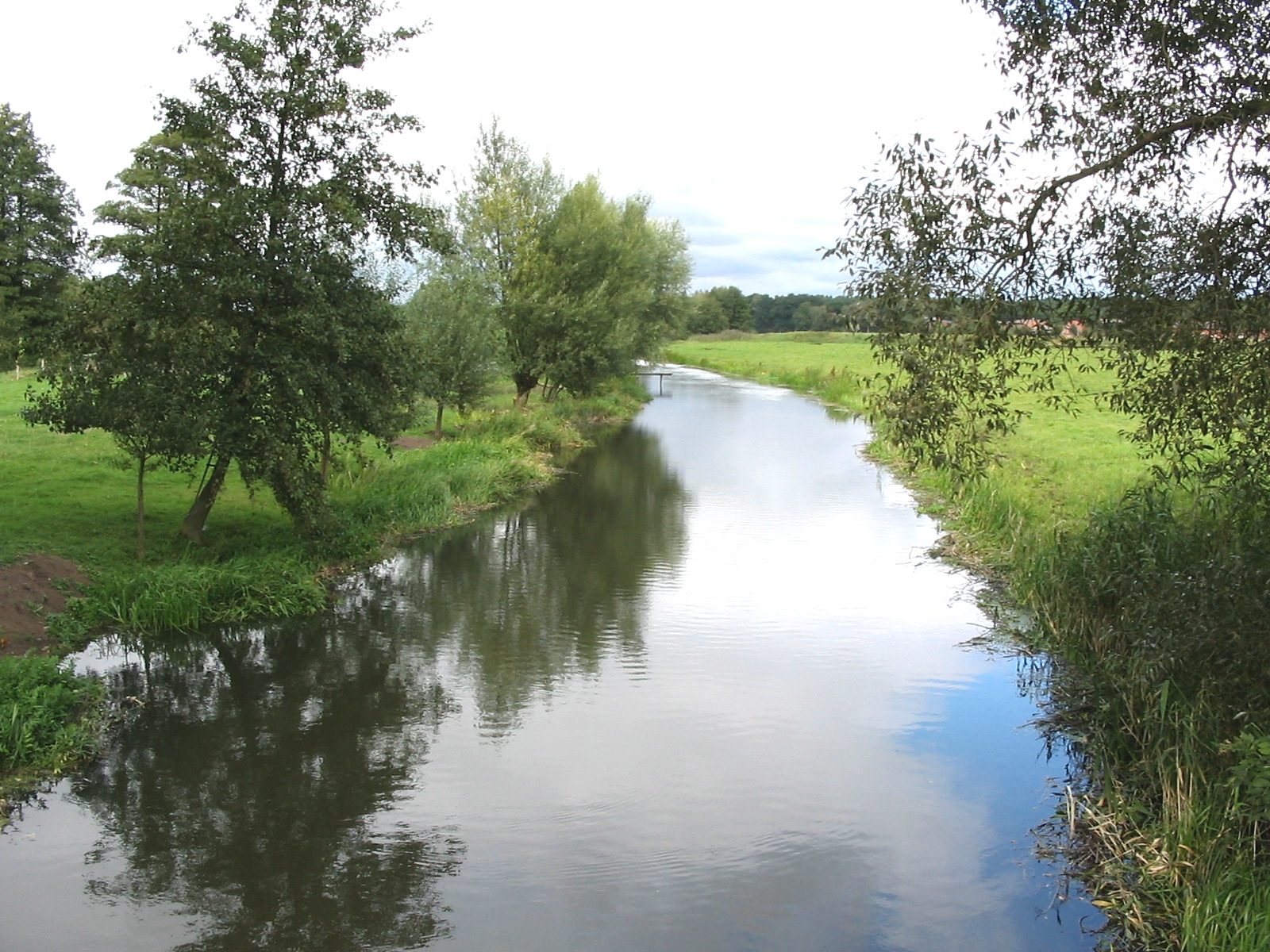
La Vieille-Elde dans les environs d'Alt-Eldenburg.

Il subsiste tout au long de la rivière canalisée les délaissés de l'ancien cours. Ces bras très méandreux sont souvent qualifiés de Vieille-Elde. Un ancien bras particulièrement important se trouve au nord de la voie navigable à l'est de Lübz près de Kuppentin. De par sa richesse faunistique et florale, il est désormais classé zone protégée. De Lübz à Parchim, les bras de la Vieille-Elde alternent d'une rive à l'autre du canal, mais de l'embranchemùent du canal de la Stör à Neustadt-Glewe, l'ancien cours (dénommé simplement Elde sur les cartes) se trouve toujours à droite du nouveau chenal. Elle traverse la petite ville de Grabow puis poursuit son cours en direction de Güritz en rive gauche du chenal navigable. Une multitude de petits délaissés parsèment le paysage ensuite.
D'Eldena à la Löcknitz dans les environs de Seedorf, la Vieille-Elde possède ensuite un lit entièrement distinct du chenal navigable, et arrose les villages de Boek, Gorlosen et Grittel. Le ruisseau de Meynbach s'y déverse à Gorlosen. À l'aval de Görnitz, la rivière traverse la frontière du Land de Brandebourg. En 2005-2006, les 20 km de rivière frontalière ont été réaménagés dans le cadre d'un projet interrégional.

## Histoire

### Moyen Âge
Le nom de l’Elde est évoqué pour la première fois dans un diplôme de Charlemagne de 786, concernant le diocèse de Verden et compilé dans le Mecklenburgische Urkundenbuch ; toutefois l'authenticité de ce document est contestée. Mais une lettre de donation d’Othon Ier au diocèse de Havelberg, et datée de 946, étend la frontière nord du territoire de l'évêque aux rives de l’Elde jusqu'à la confluence avec l’Elbe. En 1163, Henri le Lion fixe la frontière du diocèse de Ratzeburg à l’Elde jusqu'à la confluence.

### Premiers projets de navigation

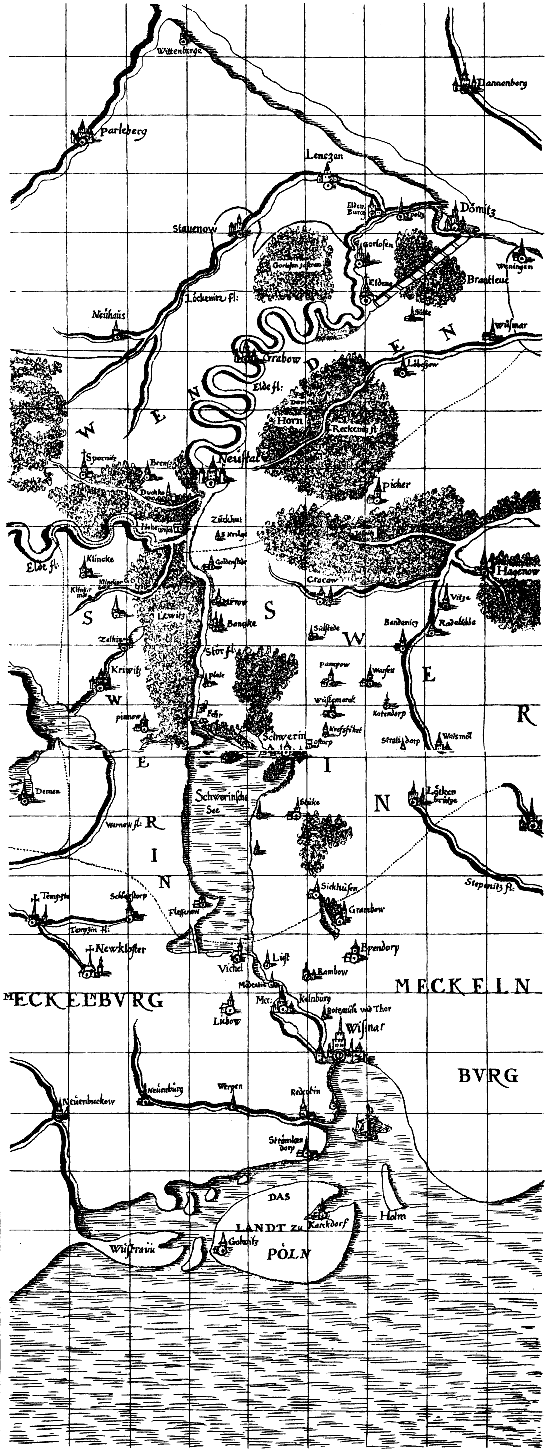
Carte de Tilemann Stella montrant le projet de liaison de l'Elbe à la mer Baltique (1576).

Après le raccordement de Lübeck à l'Elbe grâce au canal de Stecknitz en 1398, la question se posa pour la ville hanséatique de Wismar, d'intérêt crucial pour le commerce du sel,. Plusieurs projets furent examinés, parmi lesquels un canal vers le lac de Schaalsee et la Boize. Déjà en leur temps les ducs de Mecklembourg Magnus II et son frère Balthasar avaient tenté de rendre l’Elde navigable. Faute de finances, ni les ducs ni la ville de Wismar ne purent mettre l'idée en application. Les bourgeois de Wismar sollicitèrent la ville de Magdebourg, sans succès. Autre obstacle, il fallait en outre obtenir l'autorisation des princes de Brandebourg, dont les terres étaient traversées par un tronçon de la rivière… Il fallut attendre 1531 et le règne du duc Albert VII pour que le projet reprenne vie. Le duc avait épousé Anne, fille de l'électeur Joachim Ier de Brandebourg, et ne désespérait pas, grâce à une diplomatie soutenue, de convaincre les princes et les chambres souveraines de Brandebourg de l’intérêt de financer une voie navigable vers l'Elbe.
Le duc Jean-Albert Ier fit construire en 1566 quatre écluses sur la Stör et l’Elde. Son frère, le duc Ulrich, pour prix de la cession de 50 % des droits d'octroi, négocia à son tour la construction d'écluses avec deux maîtres d'œuvre de Grabow et d’Eldena. En mai 1567, la commission chargée des travaux (comprenant notamment Tilemann Stella, le représentant de Jean-Albert) effectua une première navigation de Hohen Viecheln (sur la rive nord du lac de Schwerin) à Dömitz ; traversée difficile, au cours de laquelle le navire s'échoua à de multiples reprises compte tenu d'un tirant d'eau qui n'excédait guère 60 cm. L’électeur Joachim II de Brandebourg trouva l'expérience peu concluante, si bien qu'on dut interrompre les travaux de l'écluse de Gorlosen, et le conseiller Stella écarta le dernier barreau de l'Elde de son projet.

### La première canalisation de l'Elde
L'alternative consistait à creuser un canal reliant directement Eldena à Dömitz et situé entièrement dans le duché de Mecklembourg. L'avantage d'un canal captant tout le trafic fluvial dans le pays et dont les droits d'octroi revenaient exclusivement au prince était contrebalancé par les risques de conflit avec le voisin brandebourgeois, par suite du détournement de l'eau d'une partie de l'Elde. L'itinéraire du futur canal fut soigneusement reconnu et cartographié entre avril et mai 1568 et, dès le mois d'août, on commença à creuser le canal entre Dömitz et le Brantlewe, une forêt marécageuse voisine. Simultanément, les travaux démarraient depuis Eldena. Pour financer les travaux on leva en avril 1569 dans le pays un nouvel impôt, dont seule la chevalerie était exemptée. Dès le mois de novembre le maître des fortifications Jost Spangenberg annonçait l'achèvement prochain des travaux. Mais au mois d'août 1571, l’électeur Jean-Georges de Brandebourg, peu après son avènement, fit détruire par ses sujets quatre écluses et barra le canal. Les ouvriers commis au creusement du canal furent contraints d'abandonner la tâche sous peine de mort. L’électeur Auguste de Saxe se mêla à la querelle.

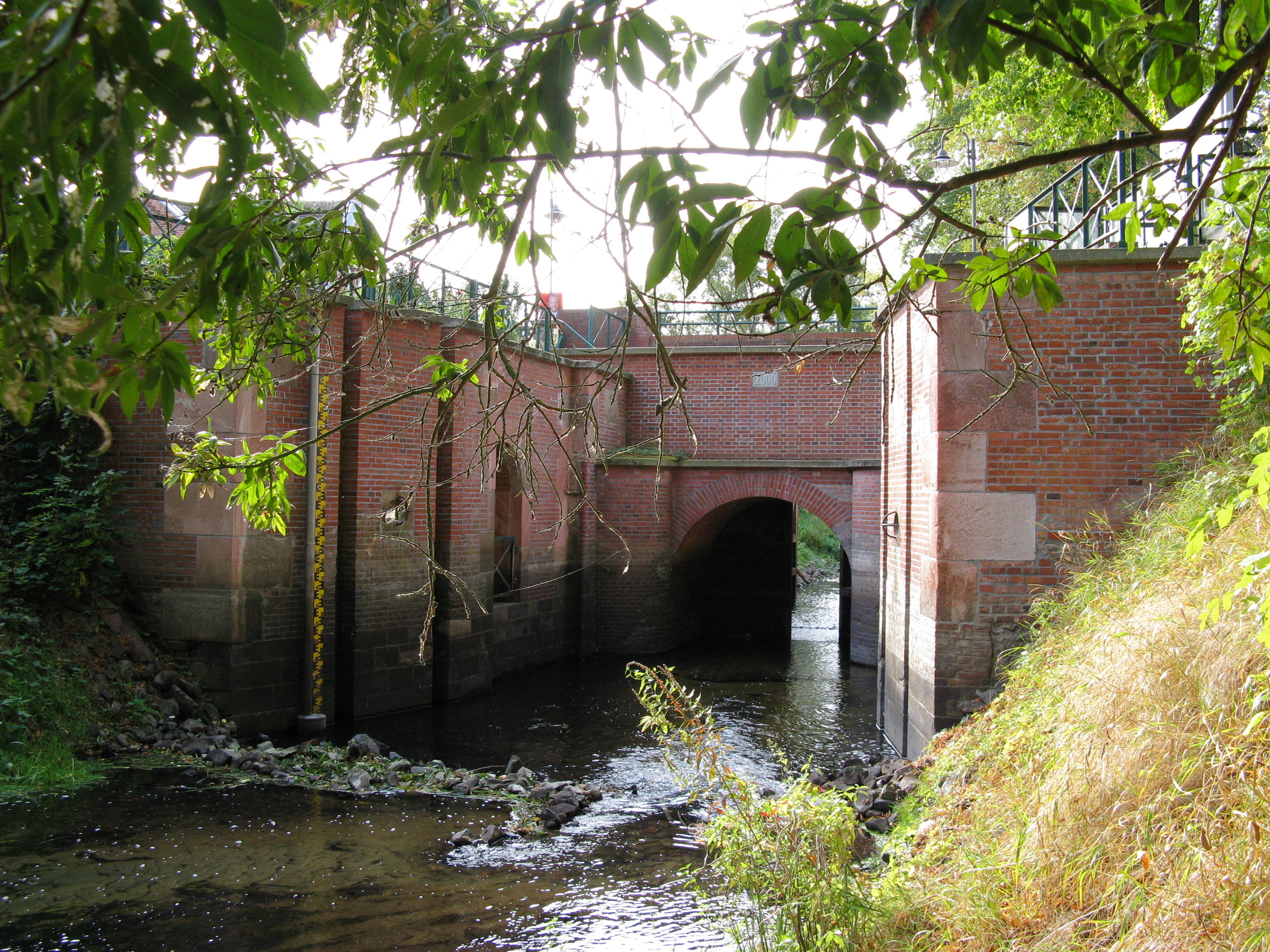
L’écluse en maçonnerie de Dömitz.

En février 1572, le canal de jonction entre Eldena et Dömitz, c'est-à-dire la Nouvelle-Elde, était avec ses sept écluses quasiment terminé. Toutes les écluses à l'exception de celle de Dömitz étaient en bois. Le 11 août 1572 un premier bateau rallia Dömitz par le nouveau canal. Une fois que le duc Jean-Albert eut ordonné l'agrandissement des écluses et l'approfondissement, on annonça finalement le 15 mars 1575 aux villes de Magdebourg et de Hambourg que le nouveau canal était à présent navigable à double-sens. Il était désormais possible de naviguer de Viecheln à l’Elbe. La jonction canalisée imaginée en 1480 entre le lac de Schwerin et Wismar, dite Viechelnsche Fahrt puis, par la suite, Fossé Wallenstein, ne devait par contre jamais être menée à terme, et les travaux engagés en ce sens furent perdus.

### Aménagement de l'Elde auXIXesiècle

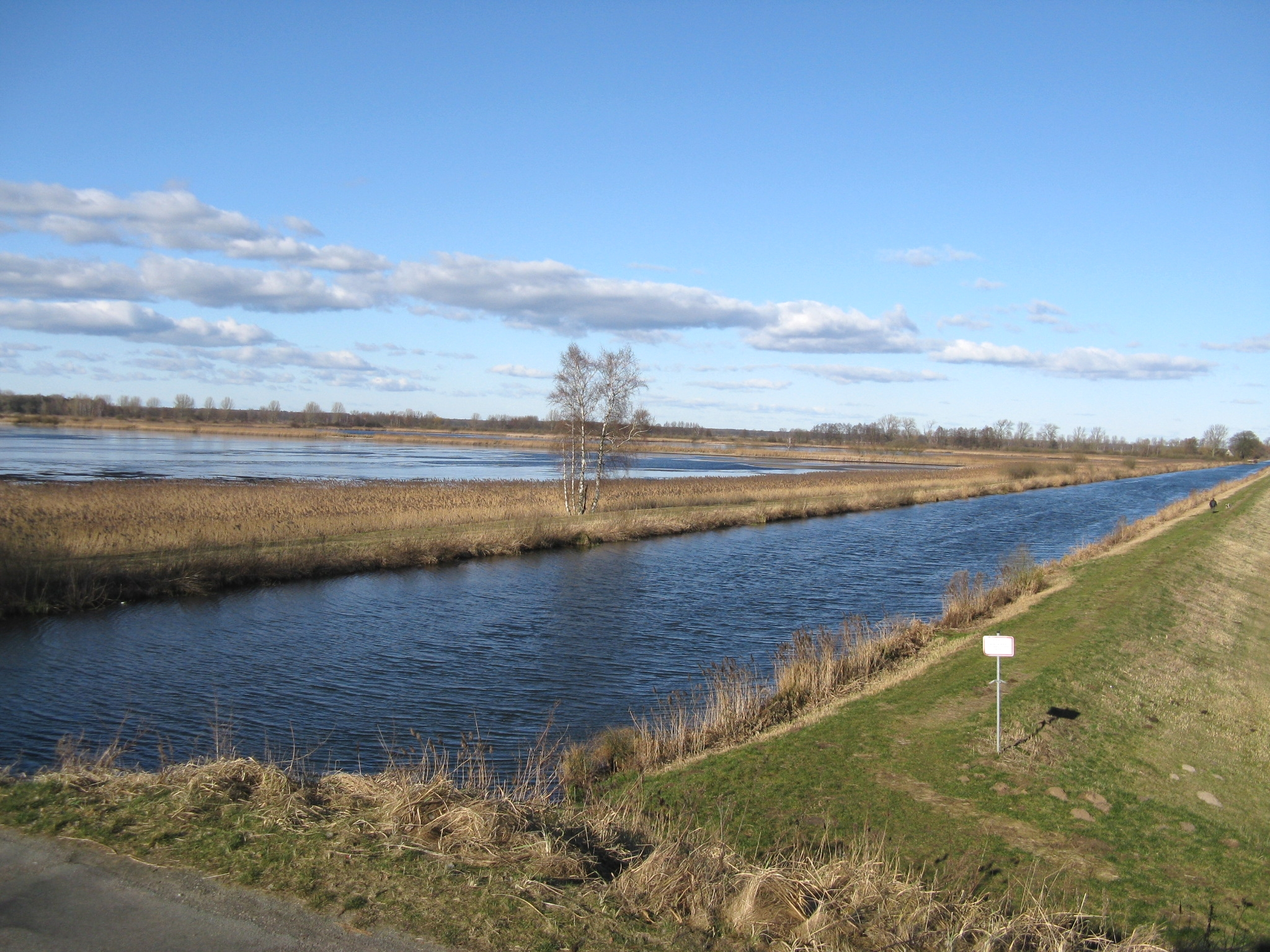
Le canal Friedrich-Franz, au nord de Neustadt-Glewe.

La révolution industrielle au début du XIXe siècle rendit indispensable un élargissement du canal. Ainsi les tronçons canalisés entre les lacs, dits Reeken, desservant Waren et le lac de Plauer See furent portés à 40 pieds de largeur et, de 1798 à 1803, on adapta les écluses et les moulins à aubes. En 1831, il se constitua une société par actions, l’Elde-Actien-Societät, afin de rendre l’Elde navigable de Müritz à l’Elbe, la Stör jusqu'au lac de Schwerin, enfin de relier Müritz à l’Havel. Le Land prit en charge le tiers des investissements (400 000 thalers au total). Le rescindement du cours primitif de la rivière à travers la trouée de Lewitz, entre 1832 et 1834, par la construction d’un canal en remblai, le canal Friedrich-Franz, en amont de Neustadt-Glewe, constitue une étape importante de la canalisation. là aussi, il fallut construire ou aménager des écluses ; l'ancien canal de la Stör fut approfondi. Simultanément, le creusement du canal de Bolt mettait en communication l'Elde à la Havel par la Müritz. Les multiples biefs de la Müritz créés par l'installation de moulins furent fusionnés entre 1798 et 1836 pour former une retenue unique d'une profondeur de 1,30 m
Malgré la hausse des prix, qui contraignit l’Elde-Actien-Societät à emprunter, les péages aux premières écluses dégagèrent un léger excédent. À partir de la fin des années 1840, pourtant, la concurrence avec le chemin de fer, notamment la Ligne Berlin - Hambourg, devint de plus en plus âpre et finalement en 1857 les actionnaires durent rendre la concession aux propriétaires, eux-mêmes pressés de dettes. En outre la limitation du gabarit des bateaux commençait à devenir une entrave : les infrastructures avaient été prévues pour des unités de 50 tonneaux, et par la suite on ne put faire mieux que de limiter le gabarit à 60 tonneaux. Les améliorations ponctuelles, comme le creusement du canal de Grabow et de Güritz en aval de Grabow, s'avéraient insuffisantes.
Dans un rapport de 1877 au gouvernement régional, le conseiller berlinois Adolf Wiebe faisait remarquer que les voies navigables du Mecklembourg ne pourraient jamais permettre de trafic au grand gabarit. Il recommandait en conséquence l'adoption d'un gabarit limité aux navires de 40 m de longueur, et d'un port en lourd de 2500 quintaux (125 tonneaux). Après de longs débats, le parlement vota en 1890 les crédits de recalibrage, soit 1,5 million de marks.
Parmi les chantiers les plus considérables, citons le canal latéral à l'Elde et les écluses entre Dömitz et Grabow et au nord de Neustadt. Au terme de multiples projets : la reprise des travaux du fossé Wallenstein, la liaison de Rostock à Müritz par le Warnow, le Nebel, les lac de Krakow et de Plauer See, ou encore le canal Bützow-Güstrow, on entreprit le creusement du canal de 8 km reliant Grabow à Neustadt pour des navires de 51,50 m de longueur, et d'un port en lourd de 350 t. À l'automne 1895, le chantier était terminé. Les ouvrages annexes furent achevés en 1896 et 1897. Les travaux avaient coûté finalement plus de deux millions de marks.

### Aménagement ultérieurs

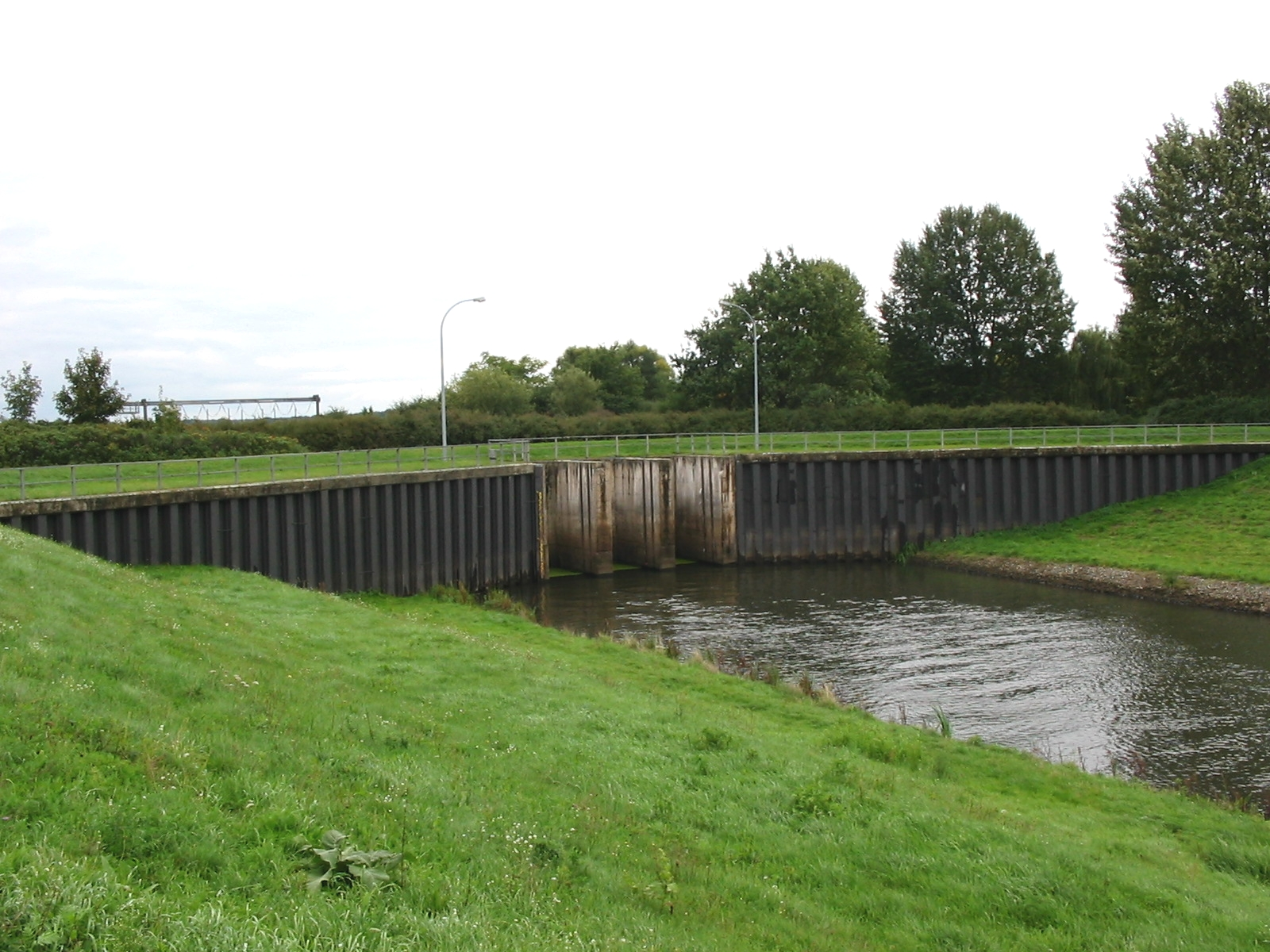
Depuis les années 1970, le canal latéral à l’Elde franchi par un pont-canal, non loin de Dömitz, la (Nouvelle-) Löcknitz.

Bien que le débouché sur la mer baltique n'ait jamais vu le jour, l’Elde a conservé une grande importance pour le transport des produits agricoles vers Hambourg. De nouveaux travaux de régularisation du cours de la rivière reprirent en 1921 et se poursuivirent jusque dans les années 1930. Il s'agissait de faire de l’Elde une liaison fluviale assez directe (car, à la différence de l'Elbe, ce fleuve jouit d’un débit régulier) entre Hambourg et Berlin. Par fusion de biefs et reconstructions d'écluses, on accrut alors la hauteur de chute entre biefs, permettant l'aménagement hydroélectrique de la vallée.
Même si ces aménagements ne furent pas poussés à fond, l’Elde demeura jusqu'à l'époque de la RDA une artère fluviale importante, bordée d'industries diverses. Avec la construction du Mur de Berlin en 1961, la navigation fut interdite sur l'Elde.
En 1973 la confluence de la Löcknitz à Klein Schmölen fut déplacée sur l'Elbe-aval, non loin de Wehningen. Son nouveau tracé recoupe le canal de l’Elde au nord-est de Dömitz. La Löcknitz est busée et franchit à ce niveau le canal latéral à l'Elde par un passage en siphon.
Afin d'irriguer des zones maraîchères on aménagea dans les années 1970 une rigole entre l'Elde et le Rögnitz, le « bras Elde-Rögnitz. »
L'Elde fut rendue à la navigation en 1990. Avec l'effondrement de l'activité industrielle dans la région, l’Elde ne joue pratiquement plus aucun rôle pour le fret de marchandises, et n’a plus qu'un intérêt touristique.

### Le débouché de l'Elde et le port fluvial de Dömitz

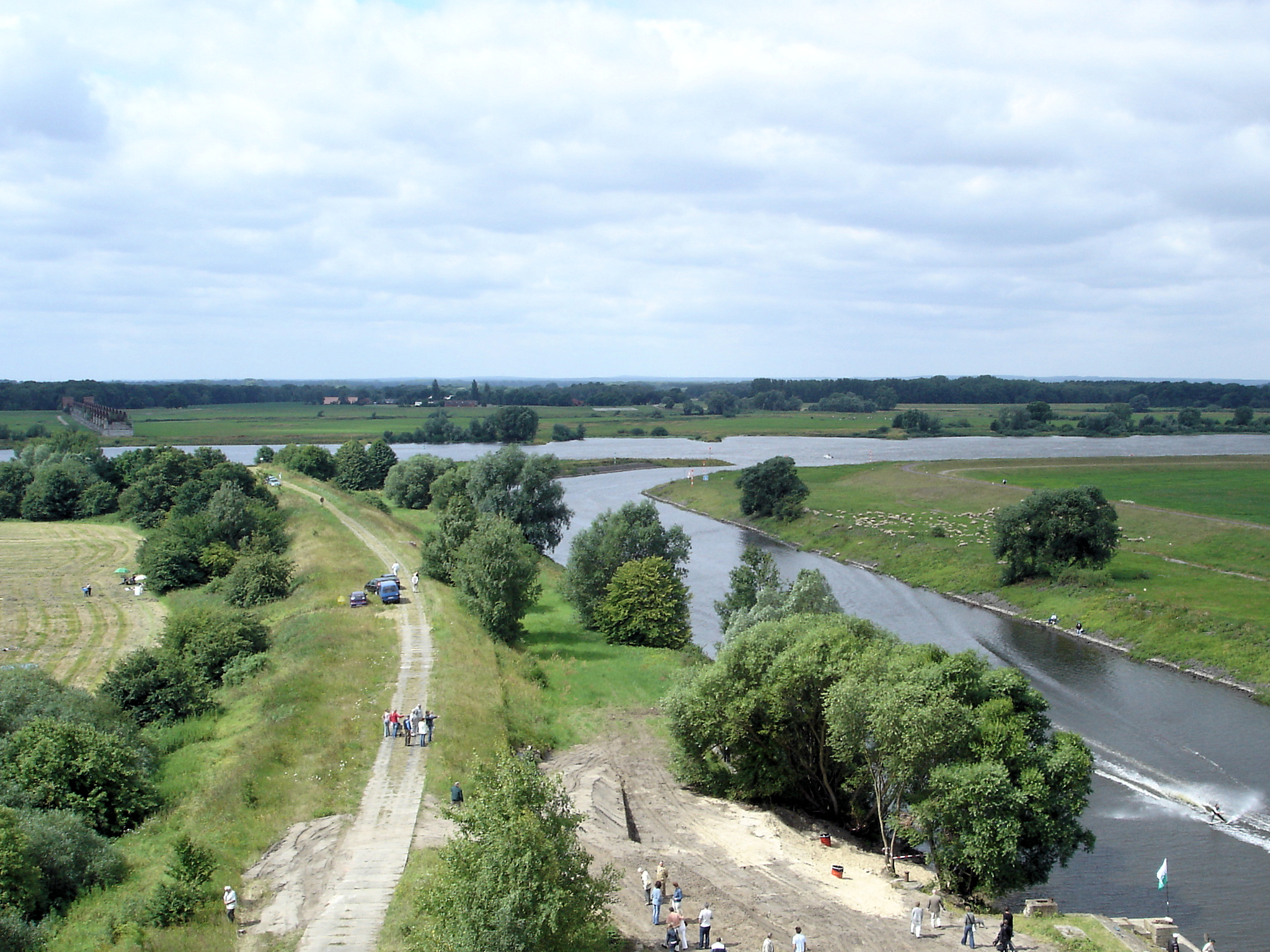
L’embranchement actuel du canal latéral à l’Elde à Dömitz.

Le débouché de l’Elde a été remodelé à l'occasion des multiples aménagements de la rivière. La carte de Stella datant de 1576 (cf. supra) montre qu'avant le tracé de la Nouvelle-Elde, l’Elde s'approchait au sud de Dömitz der Elbe, mais qu'elle ne se déversait au nord-ouest qu'après des méandres à l'est de la ville. Une carte du géomètre Gerhart Evert Pilooth datant de 1612 met en évidence l'existence à cette époque d'une écluse en maçonnerie à l'embouchure de la Nouvelle-Elde avec la mention : « Là, la Nouvelle-Elde se déverse par cette écluse en pierre dans la vieille Elde » (Hyr compt der Nye Elde durch dissen steinen Släysz in den olden Elde). L’écluse fut réparée en 1722, réhabilitée et mise à l'abri des inondations par un bastion périphérique en 1823. Elle n'est plus utilisée, mais on l'a conservée et elle est aujourd'hui classée. Une carte de 1645 du Mecklembourg montre même une convergence de la Vieille-Elde avec un passage vers l'Elbe près de Klein-Schmölen et à l'est un bras contournant Dömitz. Ensuite la Vieille-Elde se jette dans l'Elbe dans les environs de Klein-Schmölen et le lit secondaire dénommé Dove Elde près de Dömitz forme un bras secondaire de l'Elbe.
Dans le cadre de la canalisation de l’Elde, entre 1831 et 1836, on aménagea la confluence de la Nouvelle-Elde avec le délaissé de l'Elbe, puis de 1835 à 1836 on construisit une écluse à sas avec des murs bajoyers de briques cyclopéennes et une descente à l'eau. Il y avait aussi un pertuis par lequel le trop-plein de l'Elde pouvait se déverser dans le délaissé. Il était alors possible de naviguer jusqu’à Schwerin avec des navires de gabarit Freycinet (longueur de 40 m).
À l'époque de la construction du viaduc ferroviaire de Dömitz en 1871–73, les autorités rectifièrent la confluence de la Nouvelle-Elde, avec débouché direct dans l'Elbe à grand gabarit ; le relèvement du plan d'eau amena à convertir la digue en remblai d'accès au pont. La construction du nouveau port fluvial, avec connexion à la ligne Lunebourg-Wittenberge, s'étala jusqu'en 1890. L'agrandissement de la darse portuaire, programmé pour 1934, fut finalement abandonné. En 1938, on construisit le dernier silo de céréales, cette tour en béton armé pouvant servir d'abri anti-aérien.

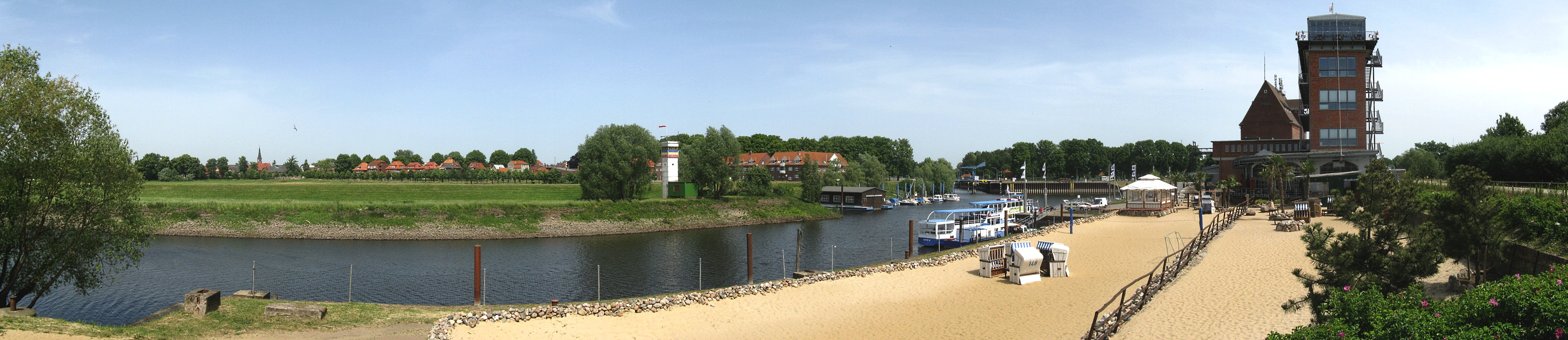
Le port fluvial de Dömitz avec son poste de commande, le poste d'enregistrement et l'ancien quai de chargement de céréales.

À la fin de la deuxième guerre mondiale, le port de Dömitz conserva d'abord toute son importance étant donné que la région était encore dépourvue de ligne de chemin de fer pour acheminer les marchandises ; mais la mise en place de la Zone d'occupation britannique en Allemagne entraîna les premières restrictions. Pour compenser la perte du débouché maritime du trafic de céréales depuis l'Union soviétique par Hambourg vers la Tchécoslovaquie, on aménagea dans les années 1950 un quai de transbordement des céréales, permettant de charger les trains au port de Wismar, mais elle s'avéra inutile, car la mise en place du Rideau de Fer en 1961 ruina l'activité économique de Dömitz. Le port devint un poste douanier. Avec l'exclusion de Dömitz de la zone des cinq kilomètres en 1973, l'accès au port fut barré par d'imposantes clôtures. Le port et les écluses tombèrent à l'abandon, et l'entrepôt aux céréales ne commença à être démantelé qu'en 1990 ; l'écluse à sas, dont il fallut abattre un bajoyer menaçant ruine dès le milieu des années 1980, fut alors réparée. La partie de l'entrepôt sont les murs étaient en béton armé a été reconvertie en halte gastronomique.

## Installations hydroélectriques

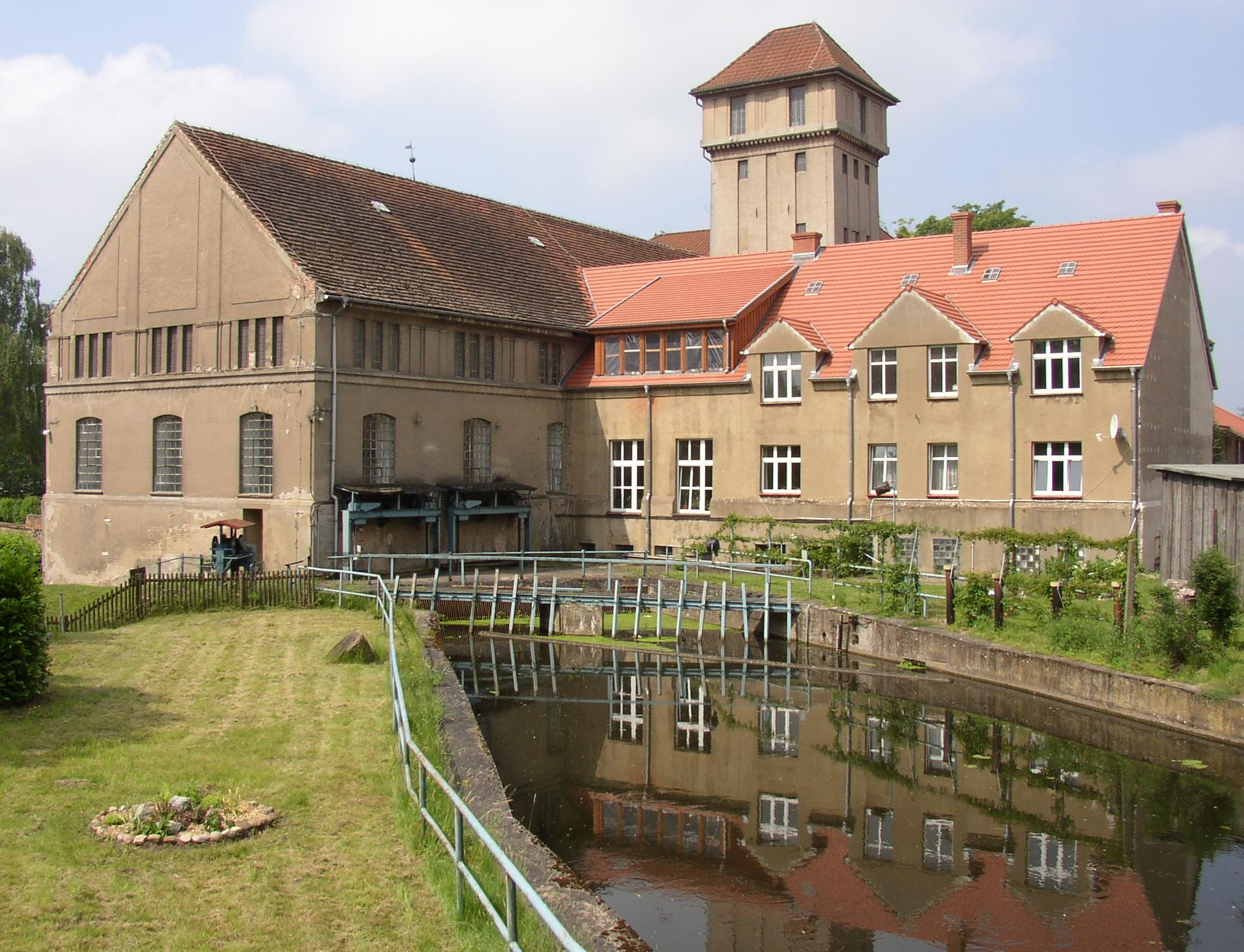
Station hydroélectrique de Neustadt-Glewe.

Des vingt-deux centrales hydroélectriques de Mecklembourg-Poméranie Orientale, neuf sont installées sur le cours de l’Elde et du canal latéral à l’Elde. C'est que, même si l’Elde n'offre pas, tant s'en faut, le même potentiel énergétique que les grands fleuves d'Allemagne méridionale, les chutes aménagées lors de la canalisation de son cours pour la navigation se prêtent tout juste à l'exploitation hydroélectrique.
Les centrales hydroélectriques se trouvent à Barkow, au lieu-dit Bobzin près de Lübz, au lieu-dit Malchow près de Damm (Eldetal), à l’écluse de Lewitz (à Neustadt-Glewe) et sur un bras de la rivière dans le centre-ville de Neustadt-Glewe. Il y a aussi deux centrales à Grabow (dont une à l’écluse de Hechtsforth) et deux autres à Neu-Kalisz.

## Protection de l'environnement
L’Elde et les lacs attenants irriguent un parc national et rien moins que huit Zones Naturelles Protégées. La zone protégée de Mönchsee, un lac entouré de marécages qui constitue une aire de nidification et un refuge ornithologique important, est traversée par la Haute-Elde. De part et d'autre de la Müritz s'étendent le parc national de la Müritz, les Zones Naturelles protégées des Berges de la Müritz à Rechlin et du Grand Schwerin et Steinhorn. Autour du lac de Kölpinsee, on trouve la Zone Naturelle protégée de Damerower Werder et les prairies humides de la trouée de Blücher et du Mittelplan. La conservation, l'entretien et la promotion d'un pays de cas, de prairies humides et de forêt se poursuit grâce au concours des communes des rives du nord du Plauer See. L'ancien lit de l’Elde, dont la faune piscisole est particulièrement variée, dépend, lui, de la Zone Naturelle Alte Elde bei Kuppentin. Au nord de Neustadt-Glewe, la rivière canalisée et son délaissé irriguent la zone naturelle des Étangs de la Lewitz. Les étangs sont distribués de part et d'autre en contrebas du canal.